# Niagarafallen
Niagarafallen (engelska: Niagara Falls) är en grupp vattenfall i Niagarafloden i östra Nordamerika, på gränsen mellan USA och Kanada. Fallen ligger vid tvillingstäderna Niagara Falls, New York och Niagara Falls, Ontario.
De vattenfall som ingår i Niagarafallen är Hästskofallen (Horseshoe Falls — även känt som Canadian Falls), Amerikanska fallen (American Falls) och Brudslöjefallen (Bridal Veil Falls). Hästskofallen och Amerikanska fallen är de största, med en bredd på 920 respektive 325 meter, medan Brudslöjefallen är betydligt mindre. Hästskofallen ligger till två tredjedelar i Kanada och till en tredjedel i USA. De andra två fallen ligger i USA. 

## Vattenfallen

Niagarafallen

Niagarafallen har en fallhöjd på cirka 54 meter och hör inte till världens högsta vattenfall, men de är breda och har en extremt hög vattengenomströmning. Fallen är en stor turistattraktion och miljontals besökare kommer varje år för att se dem, framför allt under sommaren.
Fartyg på Niagarafloden undgår Niagarafallen genom att ta Wellandkanalen, en del av Saint Lawrence Seaway. En del av floden (50 till 75 %) rinner inte genom fallen, utan leds istället genom turbiner som förser närliggande områden i USA och Kanada med elektricitet. Man ser dock till att minst 2 000 m³/s passerar fallen.
Vid fallen finns ett minnesmärke över Nikola Tesla, vilken var den förste att utvinna elektrisk energi från Niagarafallen.
På grund av erosion räknar man med att fallen en dag ska tömma hela Eriesjön, då dess botten befinner sig över fallen. Arbete sker dock för att förhindra detta.

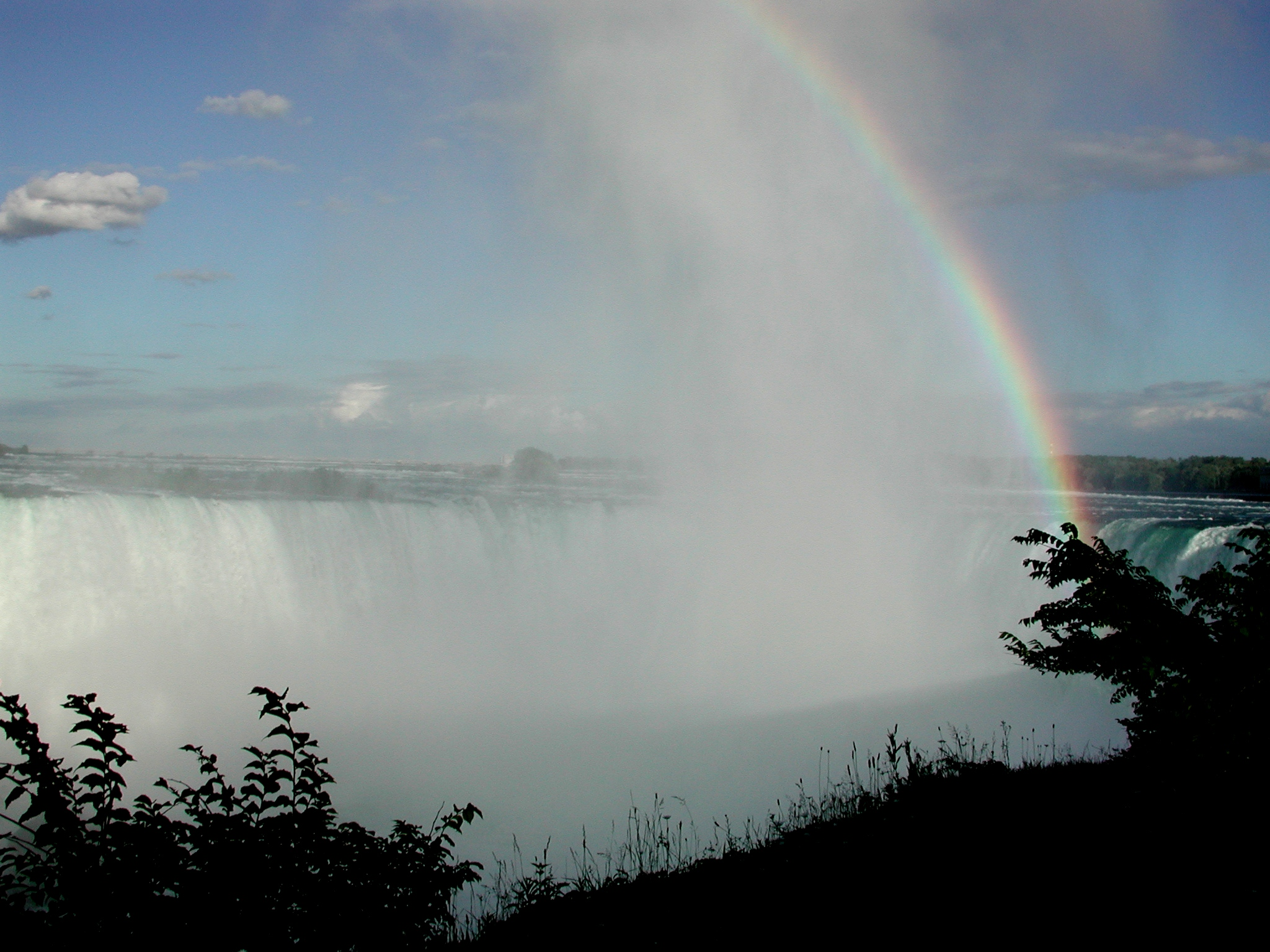
Hästskofallen
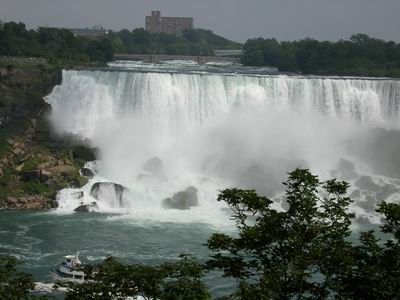
Amerikanska fallen
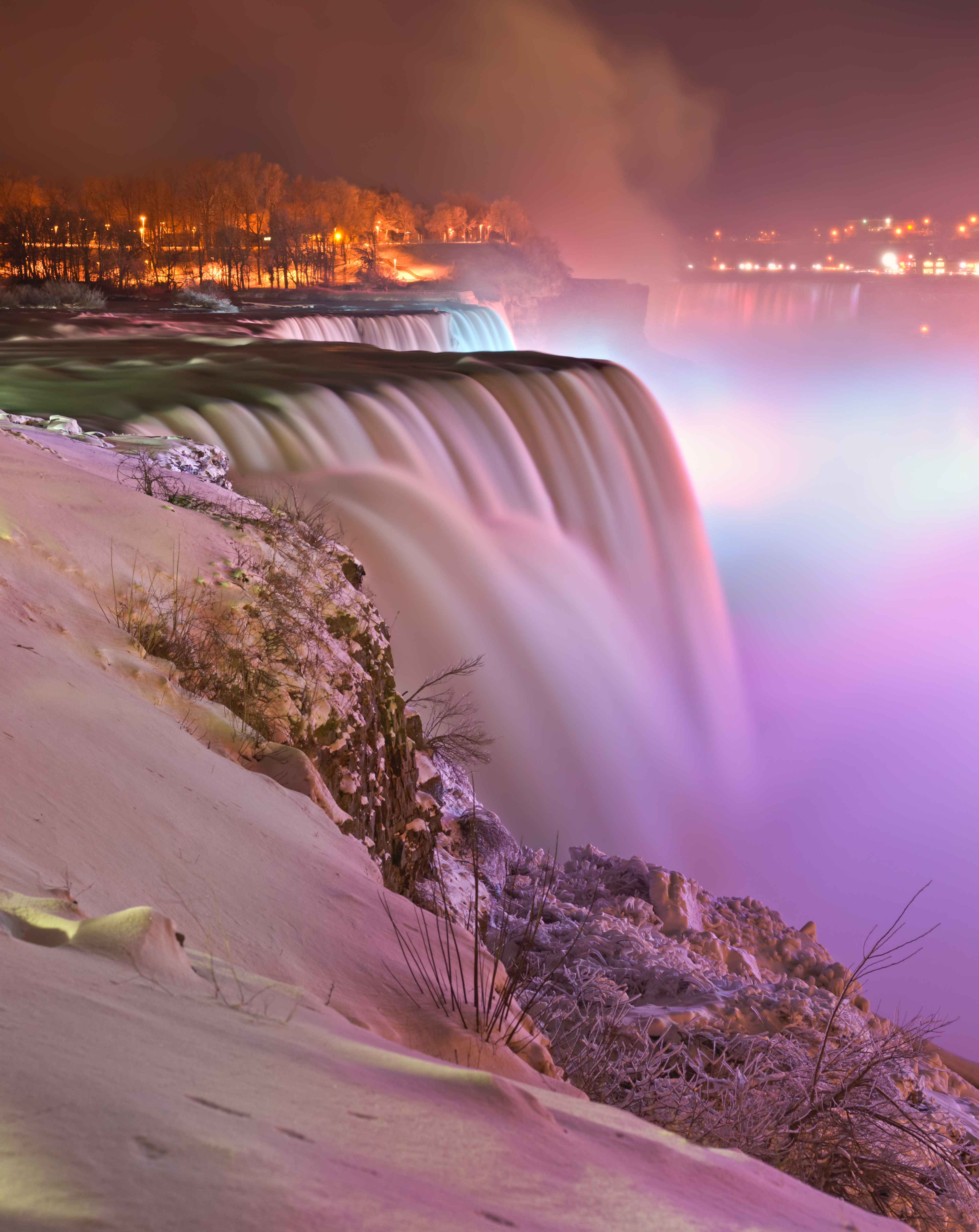
Vy från Prospect point

## Historia
Niagarafallen upptäcktes på 1600-talet för Europa av upptäcktsresanden Louis Hennepin, som även upptäckte Saint Anthonyfallen åt européerna. 

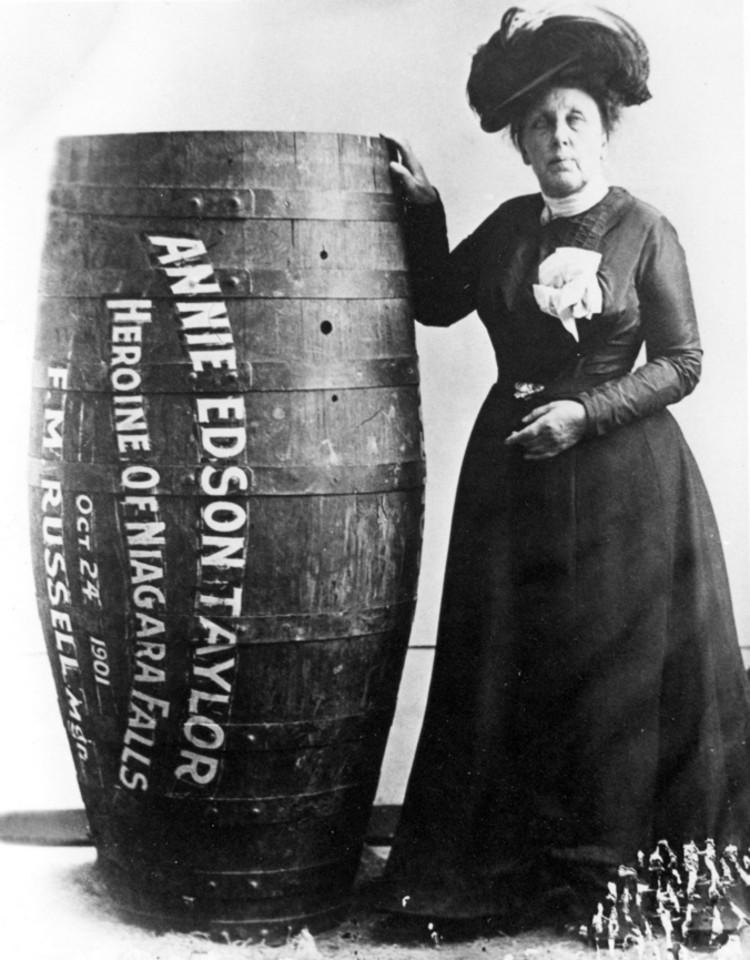
Annie Taylor och tunnan som användes under färden

I oktober 1829 blev Sam Patch den förste att överleva ett fall nedför Hästskofallen, och han startade därmed en lång tradition av äventyrslystna personer som försökt sig på att åka över fallet. Många har byggt olika sorters anordningar för att skydda sig, exempelvis tunnor, och några har överlevt medan andra har omkommit. Bland de mer berömda märks Annie Taylor, som 24 oktober 1901 blev första person att åka nedför Niagarafallen i en tunna, och Bobby Leach. Numera är det förbjudet att utan särskilt tillstånd försöka sig på sådana övningar.
Den 29 mars 1848 bildades en ispropp som stoppade nästan allt vatten från att komma fram till fallen.
1859 gick fransmannen Blondin på lina över Niagarafallen. Linan var 400 meter lång och befann sig på en höjd av 53 meter.
Den 2 januari 1929 kom USA och Kanada överens om en plan för att bevara fallen för framtiden.

### Fotnoter
1. ↑  ”Niagara Falls” (på engelska). History. http://www.history.com/topics/niagara-falls. Läst 17 november 2017.
2. ↑  ”vattenfall - Uppslagsverk - NE.se”. www.ne.se. https://www.ne.se/uppslagsverk/encyklopedi/l%C3%A5ng/vattenfall. Läst 10 maj 2021. [inloggning kan krävas]
3. ↑  ”Historical Events on January 2” (på engelska). On This Day. https://www.onthisday.com/events/january/2. Läst 17 november 2017.